# Корисні копалини Республіки Конго
Корисні копалини Республіки Конго

## Основна характеристика
У Республіці Конго відомі родовища нафти, природного газу,  бітумінозних пісковиків, руд заліза, вольфраму, золота, міді, ніобію, олова, свинцю, танталу, цинку, фосфоритів, алмазів і калійних солей (табл.).
Таблиця 1. – Основні корисні копалини Конго (Браззавіль) станом на 1998-1999 рр.
| Корисні копалини                           | Запаси       | Запаси   | Вміст корисного компоненту в рудах, % | Частка у світі, % |
| Корисні копалини                           | Підтверджені | Загальні | Вміст корисного компоненту в рудах, % | Частка у світі, % |
| Залізні руди, млн т                        | 729          | 1410     | 45 (Fe)                               | 0,4               |
| Золото, т                                  | 7            | 18       | 0,6 г/т                               |                   |
| Калійні солі, млн т (в перерахунку на К2О) | 2            | 3        | 15 (К2О)                              |                   |
| Природний горючий газ, млрд м3             | 91           |          |                                       | 0,1               |
| Свинець, тис. т                            | 460          | 1100     | 9,3 (Pb)                              | 0,4               |
| Срібло, т                                  | 750          | 1300     | 150 г/т                               | 0,1               |
| Фосфорити, млн т                           | 19           | 60       | 20 (Р2О5)                             | 0,37              |
| Цинк, тис. т                               | 220          | 300      | 2,2 (Zn)                              | 0,1               |
| Мідь, тис. т                               | 135          | 290      | 1,88 (Cu)                             |                   |
| Нафта, млн т                               | 221,2        |          |                                       | 0,1               |

## Окремі види корисних копалин
Нафта і газ. Відкрито і розвідано близько 10 родов. нафти і газу,  всі вони належать до Кванза-Камерунського басейну і розташовані (за винятком родовищ Менго і Пуент-Енд’єн) на шельфі. Глибина залягання нафт. покладів 190-1500 м. Основна частина запасів зосереджена в родовищах Емерод і Лоанго. Нафтогазоносні пісковики ниж. крейди, перекриті соленосними відкладами апту, а також альб-сеноманські вапняки, перекриті палеоген-неогеновими глинами і пісками. Нафти малосірчисті, важкі і в'язкі.
Бітумінозні пісковики. Основні запаси бітумінозних пісковиків зосереджені в родовищах Піціні-Муїла (21,6 млн т), Пуент-Нуар (прогнозні ресурси 41,4 млн т) та Лак-Кітіна (прогнозні ресурси 29,6 млн т) і приурочені до порід крейди. У зонах контакту докембрійських і крейдових порід виявлені жильні поклади асфальтитів потужністю 3-10 м і довжиною до 200 м.
Залізо. Родовища залізних руд Занага і Лекуму приурочені до горизонтів залізистих кварцитів в архейському амфіболіто-гнейсовому комплексі, який зберігся у вигляді великих ксенолітів серед гранітогнейсів масиву Шайю. 
Золото. Головні розсипні родовища золота Дімоніка і Какамоека розташовані на схилі масиву Майомбе, середній вміст Au в рудах 1,3-0,8 г/м3. Корінні родовища представлені невеликими кварцовими жилами з золотою мінералізацією, промислового значення не мають. На крайньому північному заході країни в районі Сванке золотоносні галечники потужністю 2 м розкриті під пухкими відкладами потужністю 10 м, прогнозні ресурси району оцінені в декілька десятків тонн. Відомі також розсипні родовища в районі Майоко в межах масиву Шайю, у верхів'ях р. Лвесе. З руд цих родов. попутно добувалися тантало-ніобати.
В кінці XX і на межі XX-XXI ст. ряд компаній вели активне дослідження на золото, включаючи поле Samax Gold в Дімоніка (Dimonika), Какамоека (Kakamoeka) і райони Нґонґо (Ngongo) в золотому поясі масиву Майомбе (Mayombe), біля Янґадо (Yangadou) в провінції Санґга (Sangha) і Panorama Resources на концесії Моусендіо (Moussendjo) [Mining Annual Review 2002].
Олово. На родовищі олов'яних руд Муфумбі середній вміст каситериту в розсипах 6-7 кг/м3. Руди характеризуються промисловим вмістом тантало-ніобатів і вольфраміту. 
Поліметали. Родовища мідно-свинцево-цинкових руд зосереджені на крайньому південному сході країни в районі середньої течії р. Ніарі і приурочені до верхньої частини розрізу сланцево-вапнякової серії верхнього рифею. Зруденіння локалізується в зонах порушень серед вапняків і доломітів у вигляді покладів лінзової, жильної та ізометричної форм, карманів, рідше рудних стовпів. Рудні тіла мають потужність 1-20 м, при довжині 50-250 м. Переважають окиснені руди, що містять 34,4% Pb, 19% Zn і 5% Cu. За складом руд родовища поділяють на мідно-поліметалічні (Дженгілє, Мпаса), свинцево-цинкові (Мфуаті, Апіло) та мідно-свинцеві (Янга-Кубенса). Рудопрояви гідротермального генезису відомі також у межиріччі Ньянга-Квілу і в середній течії р. Квілу.
Калійні солі. Родовища калійних солей приурочені до нижньокрейдових відкладів і представлені пластами карналіту та сильвініту потужністю 1,9-8 м, що залягають на глибині до 200-600 м. Найзначніші запаси укладені в родовищі Сен-Поль. Вміст Ка2О в продуктивних пластах копальні “Холє” 35%.
Родовища фосфоритів локалізуються в маастрихтських відкладах, які складають периокеанічну западину Нижнього Конго. На родовищі Ловер-Чівула потужність продуктивного горизонту 8-11 м, прогнозні ресурси 7 млн т при середньому вмісті 23,3% Р2О5. Родовище Луфіка має прогнозні ресурси 20 млн т при вмісті Р2О5 9-23%. На родовищі Кінтанзі потужність продуктивного горизонту 18,8 м при вмісті Р2О5 10-22% і прогнозних ресурсах 49 млн т.